# Dikraneura triangulata
Dikraneura triangulata är en insektsart som beskrevs av Knight 1968. Dikraneura triangulata ingår i släktet Dikraneura och familjen dvärgstritar. Inga underarter finns listade i Catalogue of Life.